# 椪柑
椪柑（學名：Citrus deliciosa）屬柑橘類，柑的一種，原產印度中部馬哈拉施特拉邦那格浦爾之古老柑桔品種，為世界有名且栽培最廣之寬皮柑。在年均溫18℃以上之地區即可生產，但以20~22℃之年均溫下能生產品質優異之椪柑。

## 臺灣栽培歷史
唐朝即由印度傳入華南，西元1775年由廣東潮州引入臺灣植於新庄。臺灣椪柑有高墻系及低墻系兩種，1950年代在台北林口地區發現軟枝系（枝條水平生長，樹形似檸檬）。1970年代亦在東勢發現無籽椪柑（果形較高、糖度較低）。臺灣椪柑栽培已有二百多年歷史，產區之變遷從最早雲林二崙到彰化員林、新竹新埔，而後至臺中東勢、苗栗卓蘭、嘉義梅山等地，曾有輝煌的椪柑生產。臺灣椪柑栽培面積在1987年為1萬4千多公頃，年產量為17萬多公噸達最高峰，而後逐年減少到1997年之9,675公頃，年產量為14萬公噸，目前有逐年愈來愈少之趨勢。產季為每年十月至十二月以雲、嘉、南地區之鮮採椪柑供應大部分市場；國曆年過後，元月、二月為中北部:臺中大坑、豐原、東勢、石岡、苗栗卓蘭及新竹寶山、新埔、峨嵋等地之貯藏椪柑供應市場，多少已有產區與市場區隔情形出現。

## 產地
原產於印度，主要產地包括美國、巴西、臺灣，其他產地如日本、菲律賓、馬來西亞、中国南部等地。
在臺灣，椪柑供應期由十月至翌年一月、二月。十到十二月為「青皮椪柑」產期，主要產地集中在台南、嘉義、台中。一至四月為「貯藏柑」供應期，一月採收而貯藏至四月，主要產地在台中、苗栗、新竹。嘉南地區日照充足，十月初椪柑果皮仍綠，但已稍具甜度，此時採收供應就是「青皮椪柑」。青皮椪柑不易貯藏，只能供應到十二月。而中、北部地區，日照不如南部充足，椪柑成長期間較長，成熟時，果皮橙黃，酸甜適度，又耐貯藏，貯藏技術好時可供應至四月。。

## 營養
為美國癌症學會所認定的30種抗癌蔬果之一，依據行政院衛生署台灣地區食品營養成分資料紀錄，含有可貴的植物性化合物，分別存於皮肉之中，在果皮中含有類黃酮素，揮發油(檸檬油精屬松烯類)，果肉中含豐富的B-胡蘿蔔素、橘紅素、類胡蘿蔔素、枸櫞酸、多酚類，構成香味的Limonoid，胺基酸，無機塩中鋅，纖維素、果膠，有機酸，維他命P，葉酸等，含維他命C高，A亦高，為自然美味養份完整的水果。。